# Острошка скупштина
Острошка скупштина црногорских и бокељских родољуба одржана је 8. и 9. фебруара 1942. године у манастиру Острогу. Скупштину је организовало руководство Народноослободилачког покрета (НОП) на подручју централне Црне Горе и Боке Которске, а на њој је учествовало 65 делегата, који су били представници свих политичких партија кој су до почетка Другог светског рата у Југославији 1941. године деловале у Црној Гори и Боки.
Главни циљ ове Скупштине је био јачање борбе за јединство и слободу народа Црне Горе и Боке, учвршћивање позиција НОП-а у тој борби и мобилизација народа за пружање подршке НОП-у. На Скупштини је изабран Народноослободилачки одбор за Црну Гору и Боку и његов Извршни одбор у који су ушла три члана: Божо Љумовић, Иван Вујошевић и Лазар Ђуровић.
Скупштина је донела резолуцију и проглас са потписима свих учесника. У прогласу је истакнуто да су задаци Главног Народноослободилачког одбора Црне Горе и Боке: 
- развијање делатности сеоских, општинских и среских НО одбора
- учвршћивање јединства свих снага које желе да се боре против окупатора и домаћих издајника
- повезивање борбе црногорског народа са борбом осталих југословенских народа

Након што је проглас народу Црне Горе и Боке једногласно усвојен, прешло се на полагање Острошке заклетве:
“На овом мјесту гдје су се наши дједови закљињали освети и слободи, ми, учесници Конференције црногорских и бокељских родољуба, заклињемо се да ћемо остати вјерни духу свога народа, који је у борби за јуначку слободу стварао своје јунаке, пјеснике и светитеље, своје тврђаве и своје манастире - заклињемо се да нећемо објесити своје пушке док наша побједа не сатре посљедњег фашистичког крвника, док наша побједа не осрећи живот наше дјеце и не огране гробове наших предака”.
“Ко издао браћо, те јунаке
крвљу му се прелили бадњаци,
крвљу крсно име ославио,
своју ђецу на њ печену ио!
Ко издао, браћо, те јунаке,
рђа му се на дом распртила,
за његовим трагом покајнице
све кукале довијек лагале!”.